# 朴成敏
朴成敏（韓語：박성민，1990年5月12日—），韓国男子羽毛球運動員。

## 簡歷
2014年5月，朴成敏入選韓國國家羽毛球隊參加印度新德里舉行的湯姆斯盃。

## 主要比賽成績
只列出曾進入準決賽的國際賽事成績：
| 年份   | 賽事               | 公開賽級別 | 項目     | 成績 |
| ------ | ------------------ | ---------- | -------- | ---- |
| 2017年 | 蒙古國羽毛球國際賽 | 國際系列賽 | 男子單打 | 冠軍 |

| 2007-2017年 | 首要超級賽 | 超級賽 | 黃金大獎賽 | 大獎賽 | 國際挑戰賽 | 國際系列賽 | 未來系列賽 | 其他 |

| 2018-2026年 | 總決賽 | 超級1000賽 | 超級750賽 | 超級500賽 | 超級300賽 | 超級100賽 | 國際挑戰賽 | 國際系列賽 | 未來系列賽 | 其他 |